# Edward Gal
Edward Gal (* 4. März 1970 in Rheden) ist ein niederländischer Dressurreiter. 
Gal führte mit Totilas noch im Juni 2011 die Weltrangliste der FEI an, mehrere Monate nach dem Verkauf von Totilas. Im Oktober 2013 war er mit Undercover Vierter der Weltrangliste, mit drei weiteren Pferden war er ebenfalls in dieser Rangliste zu finden.

## Werdegang
Edward Gal wurde als Sohn eines Autohändlers in Rheden im niederländischen Gelderland geboren. Seine Familie hatte nach eigener Aussage nie etwas mit Pferden zu tun, dennoch wollte er reiten, was er im Alter von vierzehn Jahren umsetzte. Im Alter von 17 Jahren bekam er sein erstes Pony und konzentrierte sich fortan auf die Dressurreiterei. 
Nach Abschluss der Schule begann er mit einem Studium der Wirtschaftswissenschaften, hat dies aber nach einem Jahr zu Gunsten der Reiterei aufgegeben. 
Mitte der 1990er Jahre erreichte er mit Kappuccino den vierten Rang im „PAVO Cup“, der niederländischen Meisterschaft der jungen Dressurpferde. Außerdem gewann er mit Kappuccino die niederländischen Meisterschaften (mittelschwere Wertung). In den Jahren 1999 und 2001 gewann er im Rahmen der verschiedenen Wertungsebenen der niederländischen Meisterschaften vier Silbermedaillen. Im Jahr 1999 belegte er außerdem seine erste internationale Prüfung im niederländischen Nunspeet. Im Jahr 2002 errang er mit Lingh den Meistertitel in der Leichten Tour der niederländischen Meisterschaften.
Im Jahr 2003 kam der Durchbruch in Gals Karriere. Er gewann mit Lingh mehrere Prüfungen und wurde in Folge in den niederländischen Championatskader aufgenommen. In diesem Jahr war er erstmals Teil einer niederländischen Mannschaft bei einem internationalen Championat und erreichte mit der niederländischen Mannschaft den 4. Rang bei den Europameisterschaften in Hickstead. In der Einzelwertung erreichte er mit Lingh den 29. Rang. Im darauffolgenden Winter erreichte er mit Lingh den zweiten Platz bei Weltcupfinale in Düsseldorf 2004. In diesem Jahr wurde er erstmals niederländischer Meister der Senioren (mit Lingh). 
Im Sommer 2004 war er für die Olympiamannschaft der Niederländer vorgesehen, jedoch verletzte sich Lingh kurz zuvor. Beim Weltcupfinale in Las Vegas Anfang 2005 konnte er den zweiten Rang mit Lingh verteidigen. Bei den Europameisterschaften 2005 in Hagen wurde er mit Lingh Zweiter in der Mannschaftswertung als Teil der niederländischen Mannschaft, in der Einzelwertung wurde Rang vier erreicht.
Im November 2006 wurde Lingh (bis dato im Besitz eines niederländischen Industriellen) an eine US-amerikanische Dressurreiterin verkauft. In Folge konzentrierte er sich neben seinem Pferd Gribaldi auf seine Nachwuchspferde und stellte Next One and Sisther de Jeu auf Grand Prix-Level vor.
Im Sommer 2009 schlug er unter anderem Anky van Grunsven, die zusammen mit Isabell Werth bis in das Jahr 2008 die internationalen Dressurwettbewerbe weitgehend dominierte, bei den niederländischen Meisterschaften. Mit dem damals neunjährigen Hengst Totilas, der als neues „Wunderpferd“ bezeichnet wurde, gewann er diese mit durchschnittlich 81,394 %. Bei den Europameisterschaften 2009 erreichte Gal und Totilas mit der Mannschaft die Goldmedaille und im Grand Prix Spécial die Silbermedaille. In der Grand Prix Kür erreichten sie ebenfalls die Goldmedaille, mit einem Ergebnis von 84,085 % im Grand Prix de Dressage und einem Ergebnis von 90,750 % in der Grand Prix Kür stellten sie damit zwei Weltrekorde auf.
Am 16. Dezember 2009 toppte Gal mit Totilas seinen eigenen Weltrekord, als er die Weltcupkür in London-Olympia Hall mit 92,300 % gewann. Zudem gewann er Ende März 2010 das Weltcupfinale der Dressurreiter und im Mai 2010 die Reiterwertung der World Dressage Masters 2009/10. Auch den niederländischen Meistertitel verteidigte Gal 2010 mit Totilas. Einen dritten Weltrekord stellten Gal und Totilas im Rahmen des CHIO Aachen auf. Hier gewannen sie den Grand Prix Spécial des CDIO 5* mit 86,458 %
Bei den Weltreiterspielen 2010 gewann Edward Gal und Totilas mit den Niederlanden Gold in der Mannschaftswertung sowie Gold in der Einzelwertung im Grand Prix Spécial und in der Grand Prix Kür.
Auch ein weiterer Medaillengewinner der Dressurwettbewerbe der Weltreiterspiele 2010 kommt aus dem Stall von Edward Gal: Ravel, das Pferd des in Wesel geborenen und in die USA ausgewanderten Reiters Steffen Peters wurde, bevor es Peters Sponsoren kauften, von Edward Gal bis St. Georg vorgestellt und auf seine ersten Auftritte auf Grand Prix-Niveau vorbereitet.
Nach den Weltreiterspielen 2010 wurde Totilas durch Gals Sponsoren verkauft. Beim Weltcupfinale 2011 wurde er mit Sisther de Jeu Vierter. Mit demselben Pferd wurde er bei den Niederländischen Meisterschaften 2011 Zweiter. Im Juni 2012 wurde Gal mit seinem neuen Pferd Undercover niederländischer Dressurmeister, im März 2013 wurde er mit Next One niederländischer Hallenmeister in der schweren Tour. Einen Monat später belegte er mit Undercover beim Weltcupfinale in Göteborg den dritten Rang. Dieses Ergebnis wiederholte er beim Weltcupfinale 2014 mit Undercover.
In den folgenden fünf Jahren spielte Gal bei den Championaten keine entscheidende Rolle: Bei den Weltreiterspielen 2014 war er mit Voice nur das Streichergebnis für die Niederländer, bei den Europameisterschaften 2015 wurden Gal im Grand Prix Spécial disqualifiziert, da im Maul seines sehr aufgedrehten und verpassten Wallachs Undercover Blut festgestellt wurde. Nach diesem Auftritt ging Undercover nur noch ein Turnier im Folgejahr und wurde dann aus dem Sport genommen.
Bei den Olympischen Spielen 2016 verpasste Gal mit Voice das Einzelfinale, auch bei den Europameisterschaften 2017 schloss das Paar im Mittelfeld des Teilnehmerfeldes ab. Mit dem Hengst Zonik erreichte Edward Gal 2017 den Grand-Prix-Sport, ab 2018 wurde Zonik Gals Championatspferd. Bei den Weltreiterspielen 2018 kam das Paar auf den siebenten Rang, die Europameisterschaften 2019 vor heimischem Publikum endeten mit vergleichbarem Ergebnis. Zum Jahr 2021 gab Gal Zonik an Hans Peter Minderhoud ab.
Mit der Saison 2021 und damit passend zu den verschobenen Olympischen Sommerspielen in Tokio erreichte Gal mit den Rapphengst Total US und Toto Jr. das Grand Prix-Niveau. Gal gab Total US den Vorzug für die Olympischen Spiele, die er auf Rang sechs abschloss. Im Frühjahr 2022 gab Edward Gal bekannt, ein Jahr vom Sport zu pausieren und sich auf die Ausbildung der Pferde konzentrieren zu wollen.

## Privates
Edward Gal lebt in Harskamp, wo er zusammen mit seiner Trainerin und Exfrau Nicole Werner einen Ausbildungs- und Turnierstall betreibt. Sein Lebenspartner ist der niederländische Dressurreiter Hans Peter Minderhoud.
Anfang Februar 2012 wurde bekannt, dass Edward Gal und Hans Peter Minderhoud einen Sponsoringvertrag mit dem österreichischen Waffenproduzenten Gaston Glock für die Dauer von zehn Jahren abgeschlossen haben. Gal, Minderhoud und Werner werden vier Monate pro Jahr im Glock Horse Performance Center in Treffen am Ossiacher See ansässig sein, in den Niederlanden soll ein gleichnamiger Turnierstall eingerichtet werden.

## Turnierpferde

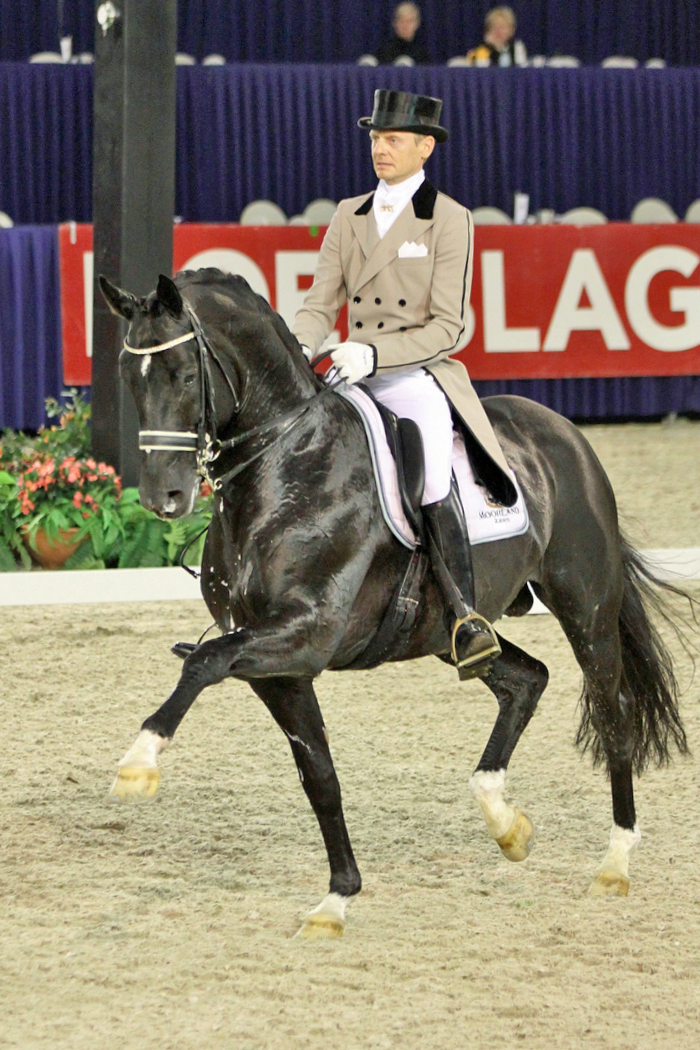
Edward Gal und Totilas

### Aktuelle
- Glock's Total U.S. (* 2012), Hannoveraner Rapphengst, Vater: Totilas, Muttervater: Sir Donnerhall I[16]
- Glock's Toto Jr. (* 2011), Hannoveraner Rapphengst, Vater: Totilas, Muttervater: Desperados FRH[17]

### Ehemalige
- I.P.S. Gribaldi (1993–2010), Trakehner Rapphengst, Vater: Kostolany, Muttervater: Ibikus, am 5. Februar 2010 aus dem Sport verabschiedet, am 14. Februar 2010 an einem Aortenabriss gestorben[18][19]
- Lingh (* 1993–2020), brauner KWPN-Hengst, Vater: Flemmingh, Muttervater: Columbus, im November 2006 an Karin Reid Offield verkauft[2][20]
- Interfloor Next One 2 (* 1995, ursprünglich Nutopia), brauner KWPN-Wallach, Vater: Jazz, Muttervater: Le Mexico[21], zuletzt im März 2014 im internationalen Sport eingesetzt
- Sisther de Jeu (1999–2024), braune KWPN-Stute, Vater: Gribaldi, Muttervater: Amor; 2013 aus dem Sport verabschiedet;[22][23] am 1. Oktober 2024 gestorben[24]
- Totilas (2000–2020), KWPN-Rapphengst, Vater: Gribaldi, Muttervater: Glendale[25], nach Besitzerwechsel ab Ende 2010 von Matthias Alexander Rath geritten
- Glock's Undercover (* 2001), KWPN-Rappwallach, Vater: Ferro, Muttervater: Donnerhall; 2016 aus dem Sport verabschiedet[26]
- Glock's Zonik (2008–2021), dunkelbrauner Dänischer Warmblut-Hengst, Vater: Blue Hors Zack, Muttervater: Romanov; wurde ab 2021 von Hans Peter Minderhoud geritten, im Juli 2021 in Folge einer Operation gestorben[27][28]
- Glock's Voice (* 2002), KWPN-Rapphengst, Vater: De Niro, Muttervater: Rohdiamant, zuletzt im März 2019 im internationalen Sport eingesetzt

## Beste internationale Ergebnisse (seit 2007)
- Grand Prix de Dressage:
  - 2007: 71,084 % (2. Platz beim CDI-W Amsterdam mit Gribaldi)
  - 2008: 72,084 % (2. Platz beim CDI 4* Maastricht mit Sisther de Jeu)
  - 2009: 84,085 % (1. Platz bei den Europameisterschaften 2009 mit Totilas)
  - 2010: 84,043 % (1. Platz bei den Weltreiterspielen 2010 mit Totilas)
  - 2011: 71,574 % (6. Platz beim CDI-W ’s-Hertogenbosch mit Sisther de Jeu)
  - 2012: 78,511 % (2. Platz beim CDI-W Lyon mit Undercover)
  - 2013: 79,660 % (2. Platz beim CDIO 5* Rotterdam mit Undercover)
- Grand Prix de Spécial:
  - 2007: -
  - 2008: 68,040 % (6. Platz beim CDI 3* Aachen mit Sisther de Jeu)
  - 2009: 83,042 % (2. Platz bei den Europameisterschaften 2009 mit Totilas)
  - 2010: 85,708 % (1. Platz bei den Weltreiterspielen 2010 mit Totilas)
  - 2011: 72,021 % (10. Platz beim CDIO 5* Aachen mit Sisther de Jeu)
  - 2012: 75,556 % (10. Platz bei den Olympischen Sommerspielen mit Undercover)
  - 2013: 79,479 % (4. Platz bei den Europameisterschaften mit Undercover)
- Grand Prix Kür:
  - 2007: 77,750 % (3. Platz beim CDI-W Amsterdam mit Gribaldi)
  - 2008: 71,050 % (3. Platz beim CDI 5* Cannes mit Next One)
  - 2009: 92,300 % (1. Platz beim CDI-W London-Olympia mit Totilas)
  - 2010: 91,800 % (1. Platz bei den Weltreiterspielen 2010 mit Totilas)
  - 2011: 79,250 % (1. Platz beim CDI 3* Oslo mit Sisther de Jeu)
  - 2012: 80,650 % (2. Platz beim CDI-W Odense mit Romanov)
  - 2013: 86,075 % (2. Platz beim CDIO 5* Rotterdam mit Undercover)

(Ergebnisse bis Oktober 2013)